# VSC
VSC (o V.S.C.) fou una marca valenciana de velomotors, fabricats durant la primera meitat dels anys 50 a Alacant per l'empresa del ram de l'automòbil Vañó Sánchez y Cía. Els VSC duien motors de procedències diverses, destacant-ne els Cucciolo de Ducati.